# ジェローム郡 (アイダホ州)
ジェローム郡 (ジェロームぐん、英: Jerome County) はアメリカ合衆国アイダホ州に位置する郡である。2000年現在の国勢調査で、人口は18,342人である。ここの郡庁所在地はジェロームである。ジェローム郡はアイダホ州ツインフォールズ小都市統計地域の一部である。

## 歴史
ジェローム郡はリンカーン郡の分割によって1919年2月8日にアイダホ州議会によって設立された。この郡はノースサイド灌漑計画の開発者ジェローム・ヒル (Jerome Hill)、彼の姻戚 Jerome Kuhn、または彼の孫息子 Jerome Kuhn, Jr の名を取って命名された。
第二次世界大戦中に設置された10の日系アメリカ人強制収容所の1つであった、ミニドカ収容所はエデンの北6マイルのジェローム郡内に位置していた。

## 地理
アメリカ合衆国統計局によると、この郡は総面積1,559 km2 (602 mi2) である。このうち1,554 km2 (600 mi2) が陸地で5 km2 (2 mi2) が水面である。総面積の0.34%が水面となっている。

## 人口動勢
2000年現在の国勢調査で、この郡は人口18,342人、6,298世帯、及び4,805家族が暮らしている。人口密度は12/km2 (31/mi2) である。4/km2 (11/mi2) の平均的な密度に6,713軒の住宅が建っている。この郡の人種的な構成は白人86.99%、アフリカン・アメリカン0.23%、先住民0.69%、アジア0.27%、太平洋諸島系0.05%、その他の人種9.84%、及び混血1.94%である。ここの人口の17.17%はヒスパニックまたはラテン系である。
この郡内の住民は31.50%が18歳未満の未成年、18歳以上24歳以下が8.90%、25歳以上44歳以下が27.10%、45歳以上64歳以下が20.20%、及び65歳以上が12.30%にわたっている。中央値年齢は33歳である。女性100人ごとに対して男性は104.60人である。18歳以上の女性100人ごとに対して男性は104.50人である。
この郡の世帯ごとの平均的な収入は34,696米ドルであり、家族ごとの平均的な収入は39,083米ドルである。男性は28,036米ドルに対して女性は20,194米ドルの平均的な収入がある。この郡の一人当たりの収入 (per capita income) は15,530米ドルである。人口の13.90%及び家族の10.70%は貧困線以下である。全人口のうち18歳未満の17.90%及び65歳以上の9.90%は貧困線以下の生活を送っている。

## 都市及び町
- エデン (Eden)
- Hazelton
- ジェローム (Jerome)